# Alasuo
Alasuo este o arie protejată (arie specială de conservare — SAC, sit de importanță comunitară — SCI) din Finlanda întinsă pe o suprafață de 14,3 ha, integral pe uscat.

## Localizare
Centrul sitului Alasuo este situat la coordonatele 62°17′04″N 26°07′01″E / 62.2844°N 26.1169°E.

## Înființare
Situl Alasuo a fost declarat sit de importanță comunitară în mai 2002 pentru a proteja un număr necunoscut de specii din flora spontană și fauna sălbatică aflate în arealul zonei. Situl a fost protejat și ca arie specială de conservare în aprilie 2015.

## Biodiversitate
Situată în ecoregiunea boreală, aria protejată conține 3 habitate naturale: Taiga vestică, Păduri caducifoliate de mlaștină fino-scandinave, Mlaștini împădurite.
La baza desemnării sitului se află un număr nedeclarat de specii protejate.